# Ellert Driessen
Ellert Driessen (Amsterdam, 21 augustus 1958) is een Nederlands zanger, toetsenist, componist en producer. Met Lilian Day Jackson (1960-2023) voerde hij de band Spargo aan en tussendoor had hij een solocarrière als Ellert. Als componist schreef hij muziek voor Spargo en sinds de jaren tachtig ook voor andere artiesten, zoals voor de nummer 1-hit Banger hart van Rob de Nijs. Ook componeerde hij alle muziek voor de film Erik of het klein insectenboek (2004).

## Biografie
De jonge Ellert improviseerde als kind graag op de piano en kreeg hier vanaf zijn achtste les op. Zijn eerste pianoleraren waren niet echt blij met hem; hij volgde de lessen niet goed en er zou niet veel met hem te beginnen zijn. Vanaf de middelbare school speelde hij met klasgenoten in bandjes en trad met ze op in cabaret en op toneel. Ellert is een broer van Jan-Paul van de band Fruitcake.
In 1975 was hij als zanger en toetsenist een van de oprichtende leden van Spargo. De stijl van de band ontwikkelde zich van pop naar funky en disco. Het succes liet de eerste jaren echter op zich wachten. Ondertussen startte hij tweemaal een studie, een lerarenopleiding en in geschiedenis; beide brak hij voortijdig af. In 1979 voegde de Nederlands-Amerikaanse Lilian Day Jackson zich bij Spargo.
Begin 1980 bracht Spargo het nummer You and me uit dat door Driessen werd geschreven. Het werd een nummer 1-hit in Nederland en België en kwam ook hoog in de hitlijsten in Italië, Duitsland en Zweden te staan. In Nederland leverde het succes een Zilveren Harp op. Ook de 2 jaren hierna belandden singles bij de top-5 in de hitlijsten (Head up to the sky, One night affair, Just for you, Hip Hap Hop), maar het succes van You and me werd niet meer geëvenaard. In 1984 verscheen het laatste album van Spargo dat in Londen werd opgenomen. Hierna hield de band het de eerste jaren voor gezien.
Driessen keerde in 1987 terug naar Londen en richtte er een eigen studio op. Hij produceerde echter maar weinig van anderen en gebruikte het vooral als broedplaats voor zijn eigen muziek. Hier nam hij ook zijn eerste soloalbum op. In 1983 had hij al eens een nummer voor Anita Meyer geschreven en hier schreef hij ook liedjes voor De Grote Meneer Kaktus Show. Voor René Froger schreef hij het nummer Back on my feet again (1989) dat op nummer 42 van de Nationale Hitparade terechtkwam en de single Free (1993) voor Piet Veerman. Verder speelde hij mee op een album van Theo en Thea.
In 1989 verscheen zijn album When the night begins en zijn single Love lies die in Nederland en België in de hitlijsten terechtkwam. Het lukte hem echter niet om zijn succes als solozanger te vestigen en ondertussen legde hij zich steeds meer toe op het werk als componist en producer. Dit ging hem beter af en in 1996 behaalde Rob de Nijs zijn eerste nummer 1-hit met zijn compositie Banger hart; de tekst werd geschreven door Belinda Meuldijk.
In 1997 kwam Spargo weer bij elkaar en bleef in eerste instantie nog tot circa 2005 samen spelen. Ondertussen bleef hij ook bezig als componist. Hij schreef de muziek van het nummer No goodbyes (2000) waarmee de zangeres Linda voor Nederland de dertiende plaats behaalde op het Eurovisiesongfestival. Ook schreef hij alle composities voor de film Erik of het klein insectenboek (2004).

## Discografie
Albums
- 1988: When the night begins
- 1994: Stay

Singles
- 1988: Love lies (Alarmschijf)
- 1988: Something to talk about
- 1988: When the night begins

- Biblioteca Nacional de España: XX910854
- Gemeinsame Normdatei: 135306655
- International Standard Name Identifier: 0000 0000 5957 1386
- MusicBrainz: b2c08937-d182-4adf-a068-1972535b8bdb
- Nederlandse Thesaurus van Auteursnamen: 070732108
- Virtual International Authority File: 80097620
- WorldCat: E39PBJth9ccBrKxmDVvjVxjHmd